# Chapelle-à-Oie
Chapelle-à-Oie is een dorp in de Belgische provincie Henegouwen, en een deelgemeente van de Waalse stad Leuze-en-Hainaut.
Chapelle-à-Oie was een zelfstandige gemeente, tot die bij de gemeentelijke herindeling van 1977 toegevoegd werd aan de gemeente Leuze-en-Hainaut.

## Bezienswaardigheden
- De Onze-Lieve-Vrouwekerk (Église de la Sainte-Vierge) werd eind 18e eeuw gebouwd als classicistische kerk en in 1852 werd hij vergroot.
- De Chapelle du Mont d'Or van 1852 bevindt zich op een heuvel van 62 meter en wordt geflankeerd door twee lindebomen.

## Natuur en landschap
Chapelle-à-Oie ligt nabij een bosgebied dat echter tot Blicqui behoort. De hoogte bedraagt 49 meter.

## Demografische ontwikkeling
- Bronnen:NIS, Opm:1831 tot en met 1970=volkstellingen, 1976= inwoneraantal op 31 december

## Galerij

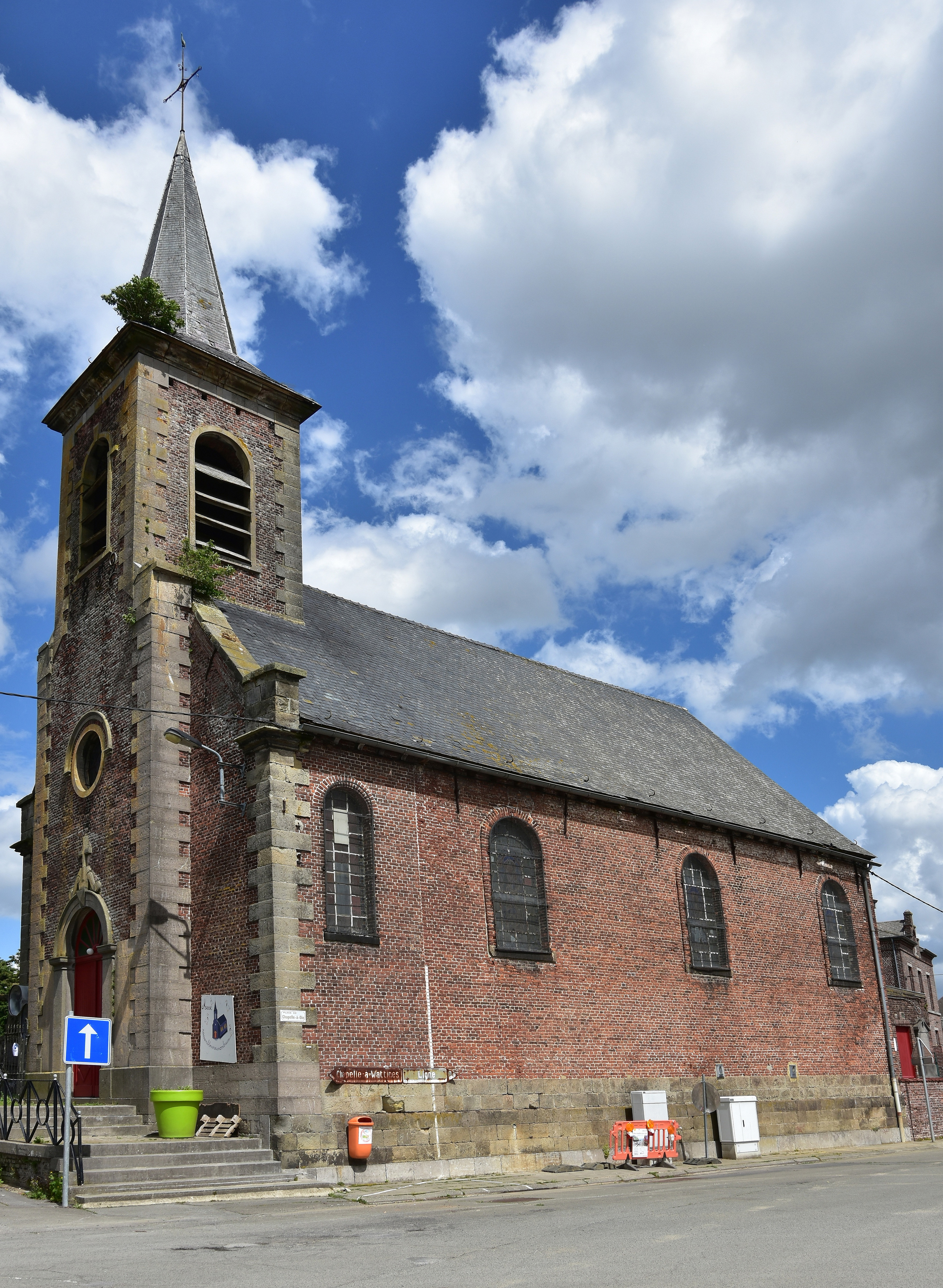
De Heilige Maagdkerk
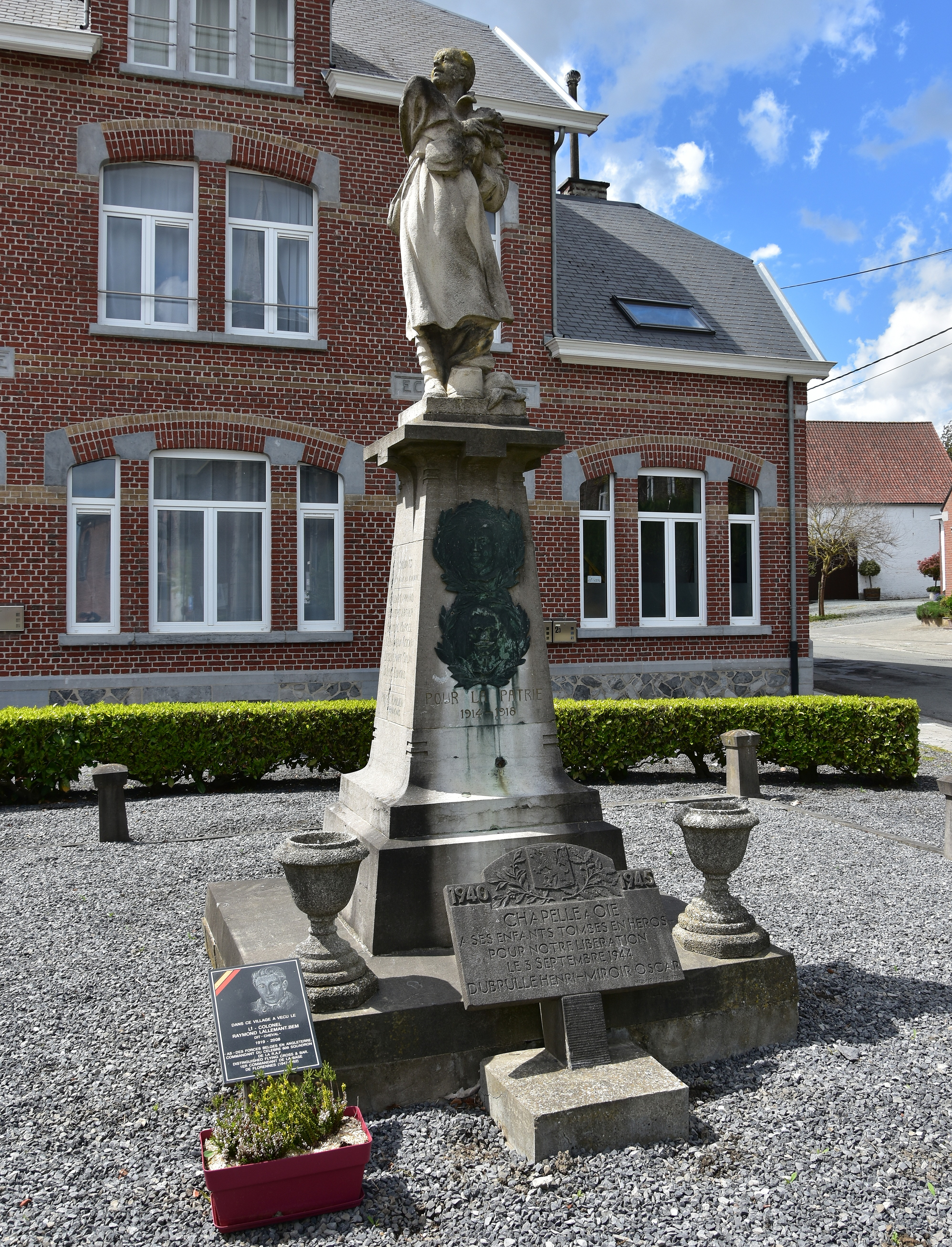
Oorlogsmonument
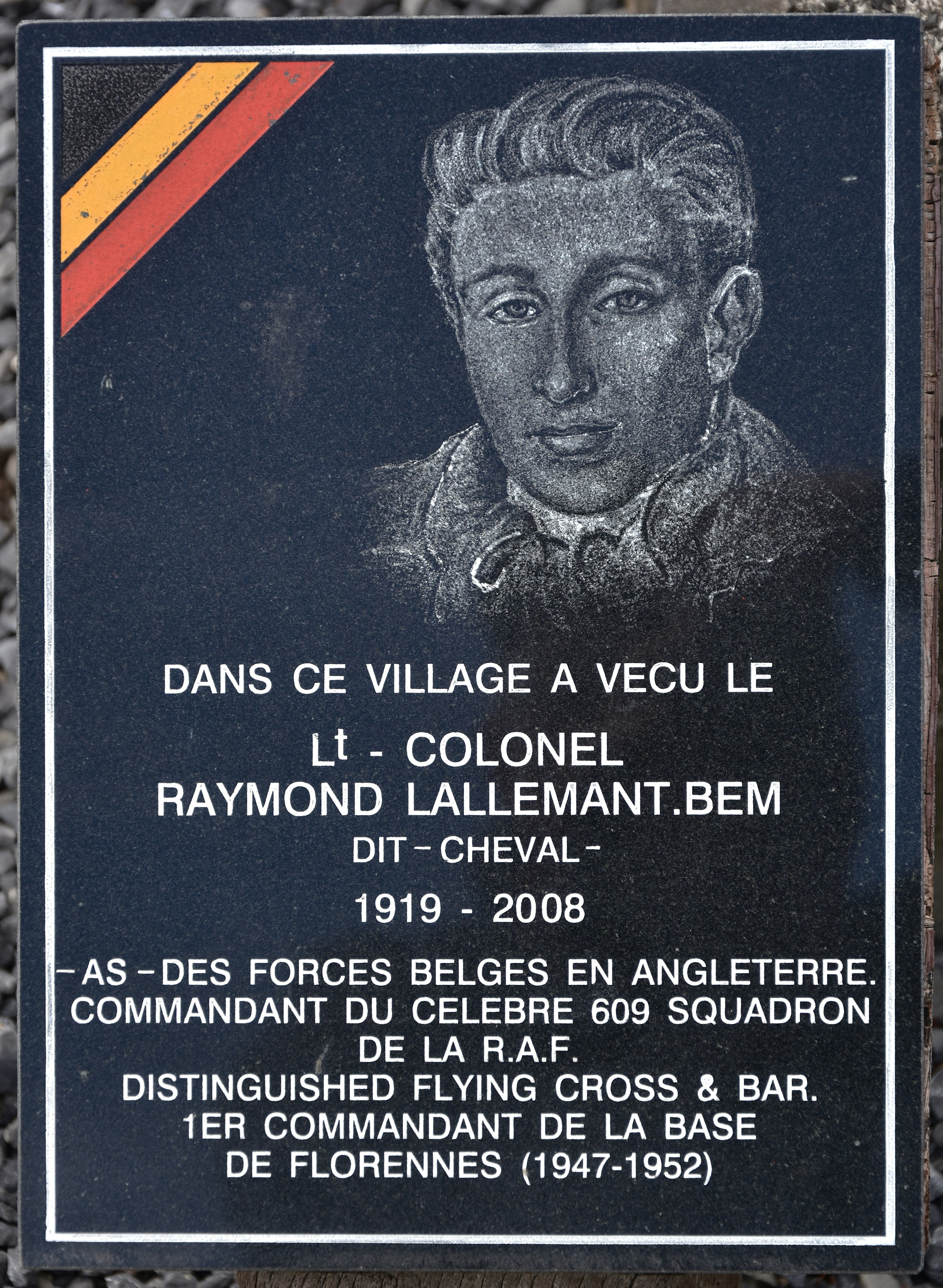
Herinnering aan Raymond Lallemant

## Nabijgelegen kernen
Leuze-en-Hainaut, Tourpes, Blicquy, Moulbaix, Ligne